# 欣諾達三世
亞歷山大教宗欣諾達三世（科普特語：Ⲡⲁⲡⲁ Ⲁⲃⲃⲁ Ϣⲉⲛⲟⲩⲟϯ ⲡⲓⲙⲁϩ ϣⲟⲩⲙⲧ，1923年8月3日—2012年3月17日），本名纳齐尔·杰伊德·鲁法伊尔（阿拉伯語：نظير جيد روفائيل），是第117任亞歷山大科普特正教會的領袖。

## 生平
欣诺达于1954年成为一名僧侣，并进入叙利亚修道院，道号为叙利亚的安东尼奥斯。1958年晋为祭司。1962年，时名安东尼奥斯的他受西里尔六世召唤，被赋予科普特正教神学院院长及基督教育主教的职务。也是在这期间，安东尼奥斯更名为欣诺达，其名来自埃及基督教圣人圣欣诺特，在他担任院长期间，神学院的学生数量翻了三倍。然而在1966年，欣诺达主教遭到除权，原因乃是因为他和他的学生号召通过选举产生主教和祭司。欣诺达和西里尔六世之间的矛盾最终还是得到了缓解。1971年11月14日，被选为新任亚历山大教宗。1974年，原本从属科普特教会并与之完全共融的埃塞俄比亚正教会牧首阿布纳·狄奥斐卢斯遭到社会主义埃塞俄比亚临时军政府推翻，欣诺达拒绝承认由军政府推举的继任者并断绝了正式往来。两教会的关系直至2007年7月13日才恢复。1981年，已故埃及总统萨达特将欣诺达放逐到一个沙漠修道院，因欣诺达指责政府没有对穆斯林极端分子采取行动。前埃及总统穆巴拉克在1985年结束了对欣诺达的流放。欣诺达领导科普特教徒渡过了与在埃及人口中占多数的穆斯林的关系紧张时期。伊斯兰强硬派袭击基督教教堂，包括2011年对亚历山大一座科普特教堂进行炸弹袭击，导致23人丧生。
欣诺达三世在任期间，北美的科普特正教会有了长足的发展。1971年，全北美仅有4间科普特教堂，而后扩增至两百余间之多。此外，他也热心于普世教会合一运动，1973年5月10日，他成为了一千五百年来首位与罗马教宗会晤的亚历山大教宗。欣诺达与保禄六世在有关基督论的议题上签署了一份共同宣言并同意继续深入交流。
2012年3月17日欣諾達三世因患癌症在開羅去世，享年88歲。

## 佚事
- 在亞歷山卓的亞波塔拉特，那邊的一條街道被命名為「教宗欣諾達三世」。

## 外部連結
- Pope Shenouda III – official website 教宗欣諾達三世的正式網站
- Pope Shenouda III – Coptic Orthodox Church Network: Biography, Online Books, and Audio Sermons （页面存档备份，存于） （英文）
- Articles by Pope Shenouda III in English from coptichymns.net （英文）
- More information about the life of Pope Shenouda III – from Saint Takla Haymanout the Ethiopian Church, Alexandria, Egypt （页面存档备份，存于） （英文）
- Common declaration of Pope Shenouda III and Pope Paul VI (1973) （页面存档备份，存于） （英文）
- Pope Shenouda's sermons in Arabic （页面存档备份，存于） （英文）（阿拉伯文）
- Pope 欣諾達三世的生平 （页面存档备份，存于）